# Maridalia Hernández

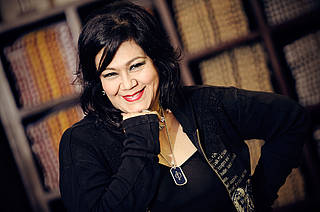
Maridalia Hernández

Maridalia Hernández Morel (* 19. August 1959 in Santiago de los Caballeros) ist eine dominikanische Sängerin.
Hernández besuchte die Academia Dominicana de Música und studierte am Conservatorio Nacional de Música Cello und Gesang. Beim Concurso Nacional de Estudiantes de Música gewann sie den ersten Preis im Fach Klavier. 1981 debütierte sie als Sängerin im Musical Sonido para una Imagen, das Luis José Mella für das Teatro Nacional produzierte. Im selben Jahr trat sie in Rock- und Jazzkonzerten unter Leitung von Manuel Tejada auf.
1982 sang sie am Teatro Nacional die Maria Magdalena in der Rockoper Jesucristo Super Estrella (Jesus Christ Superstar) und gab ein Konzert im Palacio de Bellas Artes. 1983 gründete sie mit Juan Luis Guerra die Gruppe 4:40, mit der sie vier Jahre lang auftrat.
1984 wurde sie mit Camilo Sesto zu einem Konzert am Teatro de Bellas Artes in Puerto Rico eingeladen. Beim Internationalen Songfestival von Viña del Mar 1986 gewann sie mit dem Song Para quererte von Manuel Tejada und José Antonio Rodríguez den ersten Preis. Sie erhielt im selben Jahr den Premio El Dorado, den Premio Casandra und den Premio El Soberano. 1987 trat sie am Teatro Nacional de Santo Domingo mit dem Sänger Alberto Cortez auf.
1988 war sie Ehrengast des Pianisten Michel Camilo beim Jazzfestival in Madrid. 1989 gewann sie beim Festival OTI mit dem Song Te ofrezco von Juan Luis Guerra den dritten Preis. 1994 wurde sie bei der 27. Verleihung des ACE Award in New York ausgezeichnet. 1995 nahm sie an dem TV-Special Un solo pueblo in Puerto Rico teil. Mit dem kubanischen Pianisten Gonzalo Rubalcaba veröffentlichte sie 1996 das Album Antiguo.

## Diskographie
- 1992: Te Ofrezco
- 1993: Amorosa
- 1996: Antiguo